# برونو پتسزایی
برونو پتسزایی (آلمانی: Bruno Pezzey; ۳ فوریهٔ ۱۹۵۵ – ۳۱ دسامبر ۱۹۹۴) بازیکن و مربی فوتبال اهل اتریش بود.
از باشگاه‌هایی که در آن بازی کرده‌است می‌توان به باشگاه ورزشی وردر برمن و باشگاه فوتبال آینتراخت فرانکفورت اشاره کرد.
وی همچنین در تیم ملی فوتبال اتریش بازی کرده‌است.